# Махатир Мухамед
Махатхир ибн Мухамед (Алор Стар, 10. јул 1925) је малезијски политичар који је од 1981. године до 2003. године био премијер Малезијске Федерације. Поново је постао премијер 10. маја 2018. године, по други пут, после неочекиване победе на изборима његове, тада опозиционе странке. Тиме је постао најстарији светски лидер са 92 године.
Рођен и одрастао у Алор Сетару, Кедах, Махатхир се одлично пролазио у школи и постао је лекар. Он је био активан у Уједињеној Малезијској националној организацији (UMNO) пре него што је ушао у парламент 1964. године. Он је служио један мандат пре него што је изгубио место, након чега је дошао у раскорак са премијером Тунку Абдулом Рахманом и био избачен из UMNO. Када је Абдула Рахман поднео оставку, Махатхир је поново ушао у UMNO и парламент, а унапређен је у кабинет, где је обављао функцију министра образовања од 1974. године до 1978. годиине и министра трговине и индустрије од 1978. године до 1981. године. Он је постао заменик премијера 1976. године. Године 1981, он је положио заклетву на месту премијера након оставке свог претходника Хусеина Она.
Године 2020, Махатирово одбијање да започне процес предаје улоге премијера Анвару допринело је политичкој кризи, што је довело до збацивања владе Пакатан Харапана и подстакло Махатира да поднесе оставку. У време подношења оставке, био је најстарији државни лидер на свету са 94 године. Махатир је напустио BERSATU у знак протеста због њихове нове коалиције са UMNO-ом и формирао нову Партију бораца за домовину касније исте године.

## Младост и образовање
Махатир је рођен у дому својих родитеља у сиромашном крају у Лоронг Киланг Ајсу, Алор Сетар, главном граду Малајског султаната од Кедаха, који је тада био британски протекторат, 10. јула 1925. Његова мајка, Ван Темпаван Ван Ханапи, био је Малајка из Кедаха. Његов отац, Мохамад Искандар, био је Пенанг Малајац, малајског и индијског порекла. Махатиров деда по оцу дошао је из Керале, Британска Индија (данашња Индија) и оженио се Малајком. Али још један аспект Махатировог рођења га је разликовао од осталих првих шест премијера: није рођен у аристократији или истакнутој верској или политичкој породици. Мохамад је био управник средње школе на енглеском језику, чији је статус ниже средње класе значио да његове ћерке нису могле да се упишу у средњу школу; док је Ван Темпаван имао само далеке везе са члановима Кедахове краљевске породице. Обоје су раније били у браку; Махатир је рођен са шест полубраће и сестара и двоје пунородне браће и сестара. Тренутно је његова кућа претворена у комплекс родне куће Махатира Мохамада и отворена за јавност.
Махатир је био вредан ученик. Дисциплина коју је наметнуо његов отац га је мотивисала да учи, а показао је мало интересовања за спорт. Освојио је позицију у селективној енглеској средњој школи, пошто је течно говорио енглески много испред својих вршњака из основне школе. Пошто су школе биле затворене током јапанске окупације Малаје у Другом светском рату, покренуо је мали бизнис, прво продавајући кафу, а касније писанг горенг (уштипке од банане) и друге грицкалице.
После рата, Махатир је завршио средњу школу са високим оценама и уписао се да студира медицину на Медицинском факултету Краља Едварда VII у Сингапуру. Након што је дипломирао са медицинском дипломом MBBS, Махатир је радио као лекар у државној служби пре него што се оженио Сити Хасмах 1956. године, а следеће године се вратио у Алор Сетар да би основао сопствену ординацију. Он је био је први малајски лекар у граду и успешано је пословао. Изградио је велику кућу, инвестирао у разне послове и запослио Кинеза да га вози у свом Понтијак Каталини (већина возача у то време били су Малајци).

## Политичка каријера
Током његовог дугогодишњег мандата Малезија је доживела незапамћен економски процват и постала један од азијских тигрова. Сиромаштво је готово искорењено и створена мултиетничка средња класа чиме је Малезија барем делимично постала поштеђена крвавих етничких и верских сукоба које су је биле мучиле у прошлости. Године 1997. Махатхир се суочио с источноазијском економском кризом и успешно је пребродио тако што је потпуно игнорисао савете Запада (ММФ-а, Светске банке, САД, Европске уније).
Иако је подржавао америчке инвестиције, Махатхир је био жестоки критичар америчке спољне политике, западне економске политике и рата у Ираку.
Дана 22. јуна 2002. најавио је повлачење с функције премијера, што је и учинио годину дана касније.

## Повратак политици (2015–2018)
Махатир је више пута позивао премијера Наџиба Разака да поднесе оставку због скандала о корупцији 1Malaysia Development Berhad (1MDB). Дана 30. августа 2015. он и његова супруга Сити Хасмах присуствовали су митингу Берсих 4, на којем су десетине хиљада демонстрирале за Наџибову оставку. У 2016, Махатир је подстакао неколико протеста који су кулминирали Декларацијом грађана Малезије сам уз помоћ Пакатана Харапана и невладиних организација да свргну Наџиба. Наџибов одговор на оптужбе за корупцију је био да пооштри своју власт тако што је сменио заменика премијера, суспендовао двоје новина и прогурао кроз парламент контроверзни предлог Закона о Савету за националну безбедност који премијеру даје невиђена овлашћења.